# Gelber von Rio
Der Gelbe von Rio (Hyphessobrycon bifasciatus), genannt auch Gelber Salmler und Messingtetra, ist ein Süßwasserfisch, der in küstennahen Flüssen des südlichen Brasilien von Espírito Santo bis Rio Grande do Sul und im oberen Río Paraná vorkommt.

## Merkmale
Er erreicht eine Länge von ungefähr 5 cm (Weibchen bleiben kleiner) und ähnelt stark dem Roten von Rio (H. flammeus). Der Körper ist gedrungen, hochrückig und seitlich abgeflacht. Die Grundfarbe ist silbrig, gelblich oder grünlich glänzend. Hinter dem Kiemendeckel sieht man zwei schwach hervortretende längliche Flecke. Die Seitenlinie ist mit dunklen, ineinandergreifenden Winkelmalen gezeichnet. Die Flossen sind grau, die Vorderkanten von Rücken- und Afterflosse weiß. Die Flossen der Jungfische sind rot. 
- Flossenformel: Dorsale 11, Anale 29–32.
- Schuppenformel: mLR 33–36, QR 6–7/5–6, SL 6–9.

Der Gelbe von Rio wird häufig von den Larven (Metacercarien) bestimmter Saugwürmer (Trematoda) befallen. Die Fische kapseln die Parasiten durch Guanin-Ausscheidungen ein, was den Fischen eine intensive goldene Färbung verleiht und sie für die Aquaristik interessant macht. Aquariennachzuchten fehlt dieser Goldglanz.

## Systematik
Der Gelbe von Rio wurde 1911 durch die US-amerikanische Zoologin Marion Durbin Ellis erstmals wissenschaftlich beschrieben und dabei der Gattung Hyphessobrycon zugeordnet, die jedoch nicht monophyletisch ist. Hyphessobrycon bifasciatus bildet mit Hyphessobrycon isiri und 
Hyphessobrycon igneus eine Klade, die die Schwestergattung von Oligosarcus ist, und weiter mit den Gattungen Andromakhe, Astyanax, Ctenobrycon und Psalidodon verwandt ist. Zusammen bilden diese Taxa die Unterfamilie Acestrorhamphinae in der Familie Acestrorhamphidae.